# Пиросмани (фильм)
«Пиросмани» — биографический художественный фильм режиссёра Георгия Шенгелая о великом грузинском художнике. Снят киностудией Грузия-фильм в 1969 году.

## Сюжет
Фильм повествует об эпизодах из жизни великого грузинского художника Никола Пиросманашвили (Пиросмани). Пиросмани (1862—1918) был самоучкой и зарабатывал, делая вывески и картины для тифлисских духанов. Попытка открыть лавку и переквалифицироваться в торговцы успехом не увенчалась. Нужда, преследовавшая художника до конца жизни, усугубилась резкими нападками со стороны живописцев-академистов. Несмотря на бедность и непризнание, Никола остается верен себе, своему творчеству.

## Постановка
В фильме, как и во многих работах грузинских режиссёров 1960-х — 1970-х годов, делается акцент на национальный колорит. Кроме этого, Шенгелая сближает кинематографию со стилистикой живописи Пиросмани: весь фильм представляет собой цепь достаточно статичных эпизодов, отражающих бытовые сюжеты, характерные для творчества художника — застолья, торговля в лавке, интерьеры духанов. Декорации просты и восходят к примитивизму полотен Пиросмани. В фильме практически отсутствуют ландшафтные съемки. Вообще, стремясь передать специфику бытовой живописи, режиссёр прибегает скорее к театральному, нежели к кинематографическому языку, разбивая сюжетное повествование на отдельные эпизоды-сценки, действие которых разворачивается зачастую в одних и тех же декорациях.
Особый колорит придают фильму картины Нико Пиросмани, которые, по сути, являются такими же действующими лицами, как и персонажи. Перед зрителем предстают десятки работ художника; они не только являются частью зрительного ряда, но и подчеркивают развитие сюжета. Так, в период творческой активности Никола, картины буквально наводняют кадр, а по мере того, как на художника обрушиваются несчастья, исчезают. Один из последних ударов судьбы — молчаливое отчуждение друзей, вызванное газетной критикой. И в этот момент в кадре оказывается «Жираф» — картина, вызвавшая в начале фильма активный интерес к живописи Пиросмани со стороны молодых художников-футуристов. И, уходя от друзей, художник забирает картину с собой.

## В ролях
- Автандил Варази — Нико Пиросманашвили
- Давид Абашидзе — Вано, друг Пиросманашвили
- Зураб Капианидзе — Ушанги, друг Пиросманашвили
- Борис Ципурия — Димитрий, кум, совладелец лавки
- Теймураз Беридзе — Бего, друг Пиросманашвили
- Шота Даушвили — муж сестры Пиросманашвили
- Нино Сетуридзе — кандидатка в невесты для Пиросмани
- Александр Рехвиашвили
- Амир Какабадзе — Ладо, художник
- Спартак Багашвили — Карачохели
- Гиви Александрия
- Мария Гварамадзе
- Розалия Минчин

## Призы
1974 г.: МКФ в Азоло — Приз за лучший биографический фильм.
1974 г.: МКФ в Чикаго — Приз «Золотой Хьюго» (гран-при).

## Дополнительная информация
Автандил Варази (1926—1977), сыгравший в фильме роль Никола Пиросмани, являлся профессиональным художником (он также был занят в фильме в качестве одного из художников-постановщиков), а не артистом.